# Mistrzostwa Świata w Narciarstwie Dowolnym i Snowboardingu 2015 – slopestyle kobiet (narciarstwo dowolne)
Rywalizacja kobiet w slopestyle'u podczas mistrzostw świata w Kreischbergu została rozegrana 21 stycznia na torze Fladi. Tytułu mistrzowskiego sprzed dwóch lat nie obroniła Kanadyjka Kaya Turski, która nie brała udziału w tych mistrzostwach. Nową mistrzynią świata została reprezentantka Niemiec Lisa Zimmermann. Wicemistrzynią świata została Katie Summerhayes z Wielkiej Brytanii, natomiast brązowy medal zdobyła Słowaczka Zuzana Stromková.

## Wyniki

### Kwalifikacje
| Pozycja                                     | Nr | Zawodniczka         | Państwo         | Zjazd 1 | Zjazd 2 | Najlepszy | Uwagi |
| ------------------------------------------- | -- | ------------------- | --------------- | ------- | ------- | --------- | ----- |
| 1.                                          | 9  | Lisa Zimmermann     | Niemcy          | 33.80   | 87.80   | 87.80     | QF    |
| 2.                                          | 5  | Katie Summerhayes   | Wielka Brytania | 85.00   | 6.00    | 85.00     | QF    |
| 3.                                          | 3  | Zuzana Stromková    | Słowacja        | 81.80   | 73.20   | 81.80     | QF    |
| 4.                                          | 13 | Yuki Tsubota        | Kanada          | 79.00   | 19.00   | 79.00     | QF    |
| 5.                                          | 11 | Silvia Bertagna     | Włochy          | 49.20   | 76.60   | 76.60     | QF    |
| 6.                                          | 4  | Vilde Johansen      | Norwegia        | 73.20   | 63.20   | 73.20     | QF    |
| 7.                                          | 14 | Giulia Tanno        | Szwajcaria      | 27.60   | 72.00   | 72.00     |       |
| 8.                                          | 12 | Johanne Killi       | Norwegia        | 71.60   | 60.20   | 71.60     |       |
| 9.                                          | 2  | Shondra Charbonneau | Kanada          | 35.60   | 71.00   | 71.00     |       |
| 10.                                         | 6  | Coline Ballet-Baz   | Francja         | 69.40   | 21.20   | 69.40     |       |
| 11.                                         | 15 | Nadia Gonzales      | USA             | 66.40   | 60.60   | 66.40     |       |
| 12.                                         | 7  | Sabrina Cakmakli    | Niemcy          | 62.40   | 48.60   | 62.40     |       |
| 13.                                         | 8  | Jamie Crane-Mauzy   | USA             | 20.80   | 53.40   | 53.40     |       |
| 14.                                         | 10 | Regina Rathgeb      | Austria         | 17.60   | 18.80   | 18.80     |       |
| 15.                                         | 1  | Giorgia Bertoncini  | Włochy          | 13.80   | DNS     | 13.80     |       |
| DNS – nie wystartowała QF – awans do finału |    |                     |                 |         |         |           |       |

### Finał
| Pozycja | Nr | Zawodniczka       | Kraj            | Zjazd 1 | Zjazd 2 | Zjazd 3 | Najlepszy wynik |
| ------- | -- | ----------------- | --------------- | ------- | ------- | ------- | --------------- |
|         | 9  | Lisa Zimmermann   | Niemcy          | 39.00   | 85.80   | 40.00   | 85.80           |
|         | 5  | Katie Summerhayes | Wielka Brytania | 61.60   | 81.40   | 82.80   | 82.80           |
|         | 3  | Zuzana Stromková  | Słowacja        | 69.20   | 77.60   | 64.80   | 77.60           |
| 4.      | 4  | Vilde Johansen    | Norwegia        | 74.40   | 66.20   | 76.00   | 76.00           |
| 5.      | 11 | Silvia Bertagna   | Włochy          | 70.60   | 66.00   | 73.20   | 73.20           |
| 6.      | 13 | Yuki Tsubota      | Kanada          | DNS     | DNS     | DNS     | DNS             |